# Lijst van golfers uit Zuid-Korea
Hieronder vindt men een lijst van golfers uit Zuid-Korea.

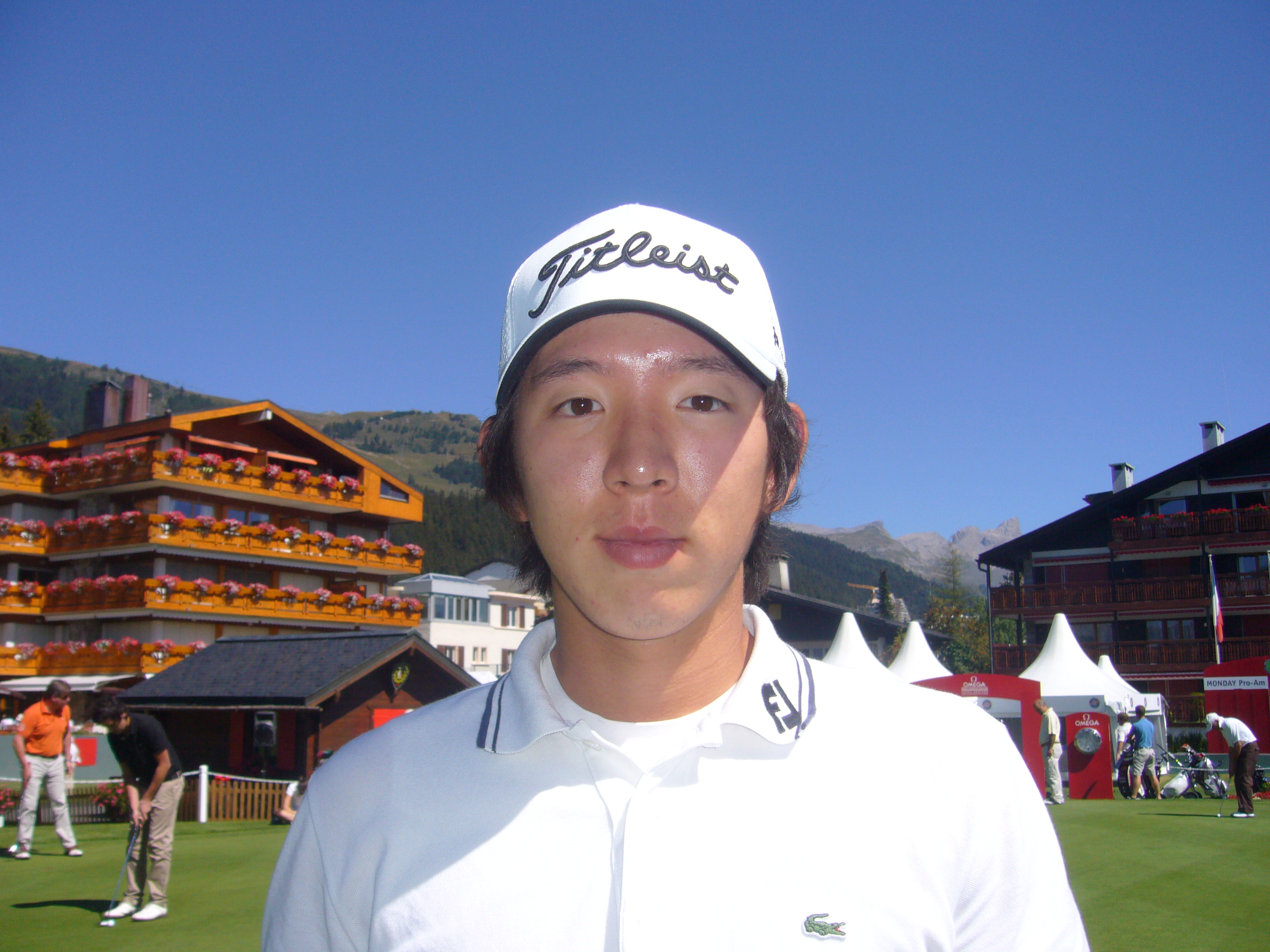
De 18-jarige Noh tijdens de European Masters 2009.

## A
- Byeong-hun An (1991)

## C
- K. J. Choi (1971)

## H
- SK Ho (1973)
- John Huh (1989)

## J
- Jin Jeong (1990)

## K
- Bi-o Kim (1989)
- Dae-hyun Kim (1988)
- Hyung-sung Kim (1980)
- JD Kim (1961)
- Kim Kyung-tae (1986)

## L
- Sung Lee (1980)
- Chien Soon Lu (1960)

## N
- Seung-yul Noh (1991)

## P
- Se Ri Pak (1977)

## S
- Jiyai Shin (1988)

## T
- Ted Oh (1976)

## Y
- Yong-eun Yang (1972)